# État du Nil
Pour les articles homonymes, voir Nil (homonymie).
Le Nil (en arabe : نهر النيل, nhr al-nyl, « Nahr an Nil ») est un État du Soudan.

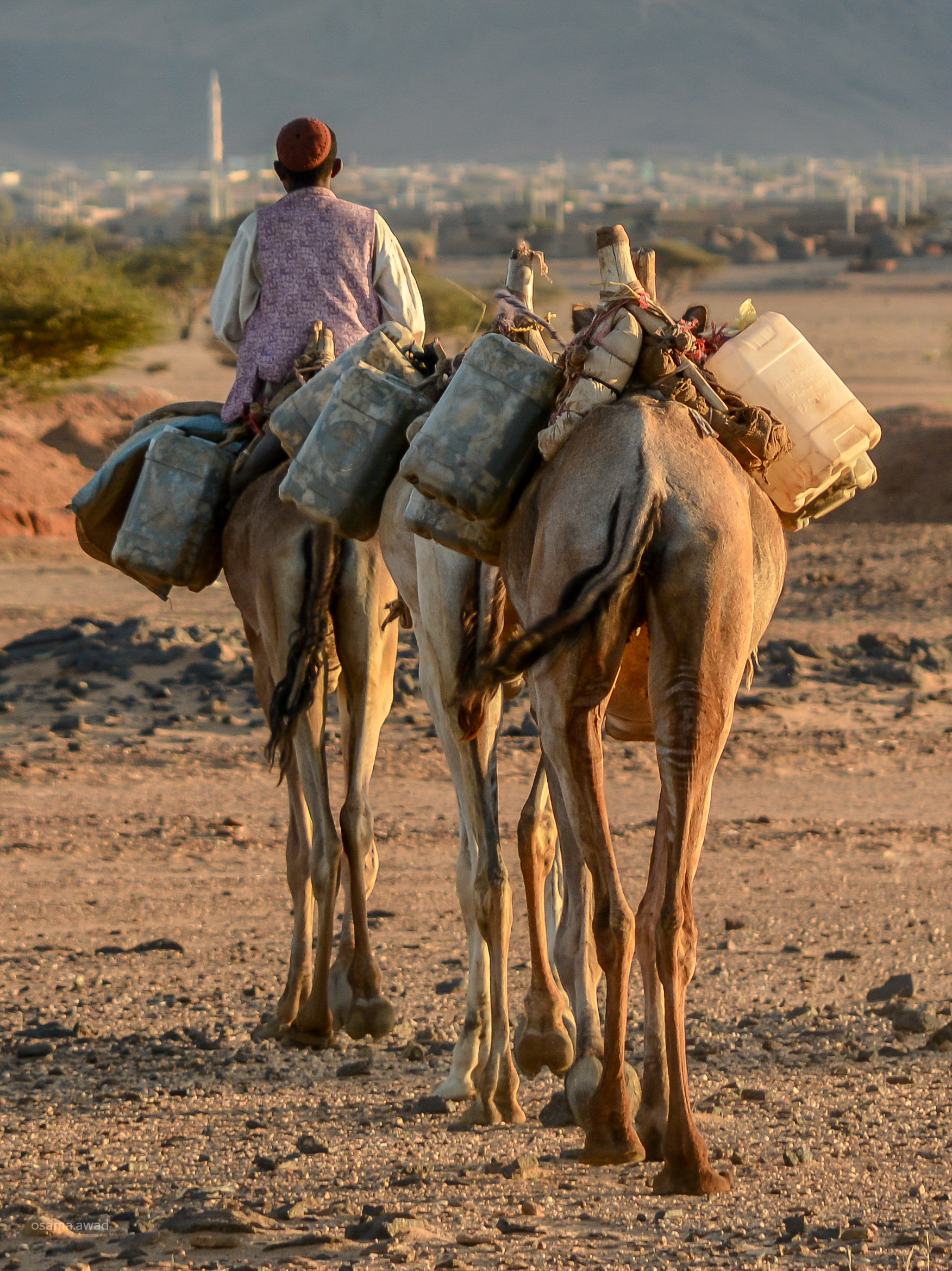
Transport à dos de dromadaire dans l'État du Nil.

Sa capitale est Al-Damar.